# Shire of Bridgetown-Greenbushes
Shire of Bridgetown-Greenbushes is een Local Government Area (LGA) in de regio South West in West-Australië. Shire of Bridgetown-Greenbushes telde 5.238 inwoners in 2021. De hoofdplaats is Bridgetown.

## Geschiedenis
Op 2 februari 1900 werd het 'Greenbushes Road District' en op 4 mei 1917 het 'Bridgetown Road District' opgericht. Ten gevolge de 'Local Government Act' van 1960 veranderden beide districten van naam en werd respectievelijk de 'Shire of Greenbushes' en de 'Shire of Bridgetown'.
Op 26 maart 1970 werden beide districten tot de 'Shire of Bridgetown-Greenbushes' samengevoegd.

## Beschrijving
De 'Shire of Bridgetown-Greenbushes' is meer dan 1.600 km² groot en ligt in de regio South West, ongeveer 260 kilometer ten zuiden van de West-Australische hoofdstad Perth en 80 kilometer ten zuidoosten van de kuststad Bunbury. Er ligt ongeveer 250 kilometer verharde en 550 kilometer onverharde weg.
Het district telde 5.238 inwoners in 2021, tegenover 3.953 in 2006. Minder dan 5% van de bevolking is van inheemse afkomst.

## Plaatsen, dorpen en lokaliteiten
- Bridgetown
- Catterick
- Glenlynn
- Greenbushes
- Hester
- Hester Brook
- Kangaroo Gully
- Kingston
- Maranup
- North Greenbushes
- Sunnyside
- Winnejup
- Wandillup
- Yornup